# Салах, Тауфик
Тауфи́к Сала́х (араб. توفيق صالح‎; 27 октября 1926, Александрия, Египет — 18 августа 2013, Каир, Египет) — египетский кинорежиссёр, сценарист и актёр. Сын Тауфика аль-Хакима Хусейна.

## Биография
Получил филологическое образование в Парижском университете. Был монтажёром и ассистентом режиссёра на киностудиях Парижа и Каира. Как режиссёр дебютировал в 1955 году («Переулок дураков»). В Сирии, переставшей к тому моменту быть частью Объединённой Арабской Республики, снял фильм «Обманутые». Работал также как документалист.

## Избранная фильмография

### Режиссёр
- 1955 — Улица дураков / Darb al-mahabil
- 1962 — Борьба героев / Sira' al-abtal
- 1967 — Господин Болти / Al-sayyid bulti
- 1968 — Восставшие / Al-moutamarridoune
- 1968 — Дневник провинциального следователя / Yaumiyat na'ib fi-l-aryaf
- 1973 — Обманутые / Al-makhdu'un
- 1980 — Долгие дни / Al-ayyam al-tawila

### Сценарист
- 1955 — Улица дураков / Darb al-mahabil
- 1968 — Восставшие / Al-moutamarridoune
- 1968 — Дневник провинциального следователя / Yaumiyat na'ib fi-l-aryaf
- 1973 — Обманутые / Al-makhdu'un
- 1980 — Долгие дни / Al-ayyam al-tawila

### Актёр
- 1989 — Александрия, ещё и ещё / Iskanderija, kaman oue kaman

## Признание
- 1973 — номинация на Золотой приз VIII Московского международного кинофестиваля («Обманутые»)